# Buellia endorhodina
Buellia endorhodina är en lavart som beskrevs av Vain. Buellia endorhodina ingår i släktet Buellia och familjen Physciaceae.   Inga underarter finns listade i Catalogue of Life.